# 特尔门斯
特尔门斯，是西班牙加泰罗尼亚莱里达省的一个市镇。 总面积28平方公里，总人口1420人（2001年），人口密度51人/平方公里。